# SSB

Односмугова модуля́ція (Амплітудна модуляція з однією бічною смугою) (ОМ, англ. Single-sideband modulation, SSB) — різновид амплітудної модуляції (AM), широко застосовувана в апаратурі канала зв'язку для ефективного використання спектра каналу і потужності передавальної радіоапаратури.

## Принцип модуляції
У радіосигналі з АМ 70 % потужності передавача витрачається на випромінювання сигналу несної частоти, який не містить жодної інформації про модулюючий сигнал. Інші 30 % діляться порівну між двома бічними частотними смугами, які є точним дзеркальним відображенням одне одного. Таким чином, без жодного збитку для переданої інформації можна виключити із спектру сигналу несну і одну з бічних смуг, і витрачати всю потужність передавача для випромінювання лише інформативного сигналу.

У детекторі приймача для декодування однополосного сигналу доводиться відновлювати несну, тобто змішувати односмуговий сигнал і частоту спеціального гетеродина. У супергетеродині для цього ставиться окремий гетеродин, що працює на частоті, рівній ПЧ; в приймачі прямого перетворення несну відновлює єдиний гетеродин приймача; приймачі прямого підсилення для прийому ОМ, взагалі кажучи, непридатні.
Сигнал з односмуговою модуляцією займає в радіоефірі смугу частот вдвічі вужчу, ніж амплітудно- модульований, що дозволяє більш ефективно використовувати частотний ресурс і підвищити дальність зв'язку. Крім того, коли на близьких частотах працюють кілька станцій з ОМ, вони не створюють один одному перешкод у вигляді биття, що відбувається при застосуванні амплітудної модуляції з неподавленою несною частотою.

Недоліком методу є відносна складність апаратури і підвищені вимоги до частотної точності і стабільності.